# Made in America (película)
Made in America (en español: Hecho en América) es una película dirigida por Richard Benjamin en 1993, y protagonizada por Nia Long, Whoopi Goldberg, Jennifer Tilly, Will Smith, Ted Danson, Shawn Levy.

## Sinopsis
Zora es una estudiante afroamericana que un día por casulidad descubre que su madre la tuvo recurriendo un banco de esperma para ser inseminada, después de que su marido falleciera. Da con su padre verdadero pero no es como lo esperaba ni como lo pidió su madre Sarah.

## Argumento
Zora (Nia Long) es una estudiante afroamericana de 17 años que un día haciendo una actividad en clase, se da cuenta de que su tipo de sangre no coincide con la que era su padre antes de fallecer, reprocha de haber tenido años atrás un amante, a su madre Sarah (Whoopi Goldberg), una mujer vigorosa con una libreria afroamerica; la cual le confiensa haber recurrido a una banco de semen después de morir su esposo. Le explica que pidió el de un hombre afroamericano de unos 30 años y alto, Zora al dar con el nombre de su padre con la ayuda de su amigo Tea Cake (Will Smith), encuentra el lugar donde vive y descubre que su verdadero padre es un hombre blanco que vende coches y no como pidió su madre el donante de esperma.

## Reparto
| Personaje        | Actor original  | Actor de doblaje        |
| ---------------- | --------------- | ----------------------- |
| Sarah Mathews    | Whoopi Goldberg | Andrea Coto             |
| Hal Jackson      | Ted Danson      | José Lavat              |
| Zora Mathews     | Nia Long        | Gaby Willert            |
| Tea Cake Walters | Will Smith      | Sergio Gutiérrez Coto   |
| Stacy            | Jennifer Tilly  | Elsa Covián             |
| Bruce            | Fred Mancuso    | Miguel Ángel Ghigliazza |
| Diego            | Rawley Valverde | Sergio Gutiérrez Coto   |
| Alberta          | Peggy Rea       | Carmen Donna-Dío        |